# 大浮秦氏墓群
31°27′16″N 120°13′00″E / 31.45440°N 120.21653°E
大浮秦氏墓群，位于中华人民共和国江苏省无锡市滨湖区大浮镇羊岐村，是一个江苏省文物保护单位。

## 历史
秦氏墓群当地人俗称“秦大坟”，其中包括宋朝秦觏墓和明朝秦瀚、秦梁父子墓，主要的祭祀建筑均被毁于文化大革命。墓园北侧坟堂内有墙碑，称此地为秦氏故墓。秦觏墓园位于南坡，用黄石砌筑园墙，内有罗城、坟丘。秦瀚、秦梁父子墓，坟丘并列，罗城直径均达15米，为青石砌成，墓前有碑亭，当地仍有碑驮、亭基、亭顶石。亭前有石牌坊残基、断柱和石马一对。2006年，江苏省人民政府公布其为江苏省文物保护单位。